# Not a Second Time
Not a Second Time (englisch für: Kein zweites Mal) ist ein Lied der britischen Band The Beatles, das 1963 auf ihrem zweiten Album With the Beatles veröffentlicht wurde. Komponiert wurde es von John Lennon und Paul McCartney und unter der Autorenangabe Lennon/McCartney veröffentlicht.

## Hintergrund
Not a Second Time basiert hauptsächlich auf den musikalischen Ideen von John Lennon.
Das Lied zog die Aufmerksamkeit des Musikkritikers der Times, William Mann, auf sich, der eine musikwissenschaftliche Abhandlung über Lennons und McCartneys Kompositionen schrieb, die am 27. Dezember 1963 veröffentlicht wurde:
„Das Interesse an Harmonie ist auch typisch für ihre schnelleren Songs, und man hat den Eindruck, dass sie gleichzeitig an Harmonie und Melodie denken. So fest sind die in ihre Melodien eingebauten Dur-Septime und None sowie die flachen submedianten Notenwechsel, so natürlich ist die äolische Kadenz am Ende von Not a Second Time (der Akkordfolge, die Mahlers Lied von der Erde beendet).“
John Lennon sagte im Nachhinein dazu: „William Mann schrieb intellektuelle Artikel über die Beatles. Er benutzte all diese musiktheoretischen Begriffe und ist dabei doch ein Trottel. Ich weiß bis heute nicht, was er eigentlich damit sagen wollte, aber jedenfalls hat er uns auch für die Intellektuellen akzeptabel gemacht.“

## Aufnahme
Not a Second Time wurde am 11. September 1963 in den Londoner Abbey Road Studios (Studio 2) mit dem Produzenten George Martin aufgenommen. Norman Smith war der Toningenieur der Aufnahmen. Die Band nahm insgesamt fünf Takes auf, wobei der fünfte Take für die finale Version verwendet wurde. Weitere vier Takes wurden für Overdubs eingespielt.
Die Abmischung des Liedes erfolgte am 30. September 1963 Mono in und am 29. Oktober in Stereo.
Besetzung
- John Lennon: Rhythmusgitarre, Akustikgitarre, Gesang
- Paul McCartney: Bass
- George Harrison: Akustikgitarre
- Ringo Starr: Schlagzeug
- George Martin: Klavier

## Veröffentlichungen
- Am 12. November 1963 erschien in Deutschland das erste Beatles-Album With the Beatles auf dem Not a Second Time enthalten ist. In Großbritannien wurde das Album am 22. November 1963 veröffentlicht, dort war es das zweite Beatles-Album.
- In den USA wurde Not a Second Time auf dem dortigen zweiten Album Meet the Beatles! am 20. Januar 1964 veröffentlicht.

## Coverversionen
- Robert Palmer – Clues [3]
- The Smithereens – Meet the Smithereens [4]
- The Pretenders – Sense of Purpose (CD-Single)[5]